# 西脇市立双葉小学校
西脇市立双葉小学校（にしわきしりつふたばしょうがっこう）は西脇市住吉町にある公立小学校。略称は双葉小（ふたばしょう）。
平成19年度から「西脇市小規模特認校制度」を導入している。

## 沿革
公式HP「沿革の概要」による。
- 1871年（明治4年）-（中畑）還石寺小学校創設
- 1872年（明治6年）-（奥畑）民家に鵠鳩小学校創設
- 1920年（大正9年）- 両校を合併し、現住所に校舎新築、比延第2尋常高等小学校創設　併せて農業補習学校を付設
- 1933年（昭和8年）- 北校舎増設
- 1935年（昭和10年）- 青年学校開設
- 1941年（昭和16年）- 比延第二国民学校と改称
- 1947年（昭和22年）- 比延第二小学校と改称、比延中学校（西脇市立西脇東中学校）畑分校併設
- 1948年（昭和23年）- 校歌制定（作詞:古谷茂、作曲:井沢文太郎）
- 1956年（昭和31年）- 比延中学校畑分校廃止
- 1957年（昭和32年）- 双葉幼稚園併設
- 1960年（昭和35年）- 西脇市立双葉小学校と改称
- 1961年（昭和36年）- 校舎全面改築
- 1983年（昭和58年）- 正門の改造、校旗新調
- 1986年（昭和61年）- 2・3年生複式学級
- 1999年（平成11年）- コンピュータ室完成、機械警備導入
- 2005年（平成17年）- 2・3年複式学級、体育館・特別棟新築
- 2006年（平成18年）- 1・2年生複式学級、3・4年生複式学級校舎（普通教室）床張替工事
- 2007年（平成19年）- 小規模特認校制度開始
- 2008年（平成20年）- 全校スキー教室実施、中庭池改修
- 2011年（平成23年）- 第50回兵庫県へき地教育研究大会開催
- 2012年（平成24年）- 校舎改築工事
- 2013年（平成25年）- 校舎全面改築工事完了 竣工式 スクールバス運行
- 2016年（平成28年）- スクールバス新調
- 2017年（平成29年）- 幼稚園閉園

双葉地域は少子化による学校小規模化が著しく、特認校指定によっても複式学級の解消に至っていない。2024年（令和6年）策定の「西脇市立学校学習環境規模適正化推進計画」では本校は令和11年度をめどに西脇市立比延小学校との統合が計画されている。

## 通学区域
西脇市のうち、中畑町、住吉町。全域で西脇市立西脇東中学校の通学区域となる。特認校指定により、所定の手続きを踏めば市内全域から通学可能である。

## 行事予定
4月…入学式、1学期始業式、家庭訪問
5月…交通安全教室、歓迎集会、避難訓練
6月…自然学校（5年）、資源回収、参観日
7月…1学期終業式、個別懇談、着衣水泳
8月…奉仕作業
9月…2学期始業式、発育測定
10月…参観日、修学旅行、運動会
11月…オープンスクール、新1年生体験入学
12月…マラソン大会、2学期終業式
1月…3学期始業式、発育測定
2年…新1年生入学説明会、卒業を祝う会、音楽会、オープンスクール
3月…卒業式、終了式

## アクセス
- JR西日本加古川線日本へそ公園駅下車 北東6,500m
- 神姫バス小学校前停留所下車

## 通学区域が隣接している学校
- 西脇市立比延小学校
- 西脇市立楠丘小学校
- 丹波市立上久下小学校
- 丹波篠山市立今田小学校
- 加東市立社学園小中学校